# We Never Sleep (film)
We Never Sleep er en amerikansk stumfilm fra 1917.

## Medvirkende
- Harold Lloyd som Luke
- Snub Pollard
- Bebe Daniels
- Gilbert Pratt
- Fred C. Newmeyer